# 梅前線
梅前線（うめぜんせん、英語: Plum Blossom Front）とは冬から春にかけて梅の花が南から北へ開花していく様を、桜前線に習って名付けたもので、梅が特に珍重される台湾・日本で使われる。

## 概要
梅前線とは冬から春にかけて梅の花が南から北へ開花していく様を、「桜前線」に習って名付けたもので、梅が特に珍重される東アジアの国々で使われる言葉である。

### 台湾で開始
中国では梅の花は歴史上も大切にされてきた。台湾では1960年代から梅の花が国花に指定されていて、特に珍重されている。花蓮などの梅林では11 - 12月に開花する。

### 日本の梅前線
日本でも梅の花は歴史上も現在も珍重されてきていて、梅の花の開花を春を告げるさきがけとして毎年冬に待たれている。
台湾で前年の11 - 12月に始まった梅の開花の前線は、翌年1月に沖縄へ達して、その後九州一円・四国と移動して日本列島を駆け上がる。和歌山県の南部梅林、神奈川県小田原梅林には2月、茨城県水戸の偕楽園へは2月末 - 3月にかけてである。
こうした梅前線の模様は、ウェザーニューズなどで発表されるようになった。